# Lluís Solà i Dachs
Lluís Solà i Dachs (Barcelona, 17 de gener de 1932) és un enginyer tèxtil i estudiós de la premsa catalana, amb especial interès en la premsa humorística il·lustradai la història de l'esport.
A finals dels anys seixanta va publicar un seguit d'antologies dels setmanaris més populars que Bruguera va aplegar dins l'obra L'humor català (3 vols.). També ha publicat altres llibres com El Be Negre (2 vols.), Història dels diaris en català, L'humor culer (amb el dibuixant Cesc), La caricatura política i social a Catalunya i Papitu i les publicacions eròtico-sicalíptiques del seu temps, la biografia d' Andreu Dameson, geni de la caricatura (amb el dibuixant i també expert en premsa il·lustrada Kap). També ha publicat el llibre d'història blaugrana De Gamper a Cruyff i una biografia de Shum, el dibuixant anarquista (amb Josep M. Cadena i Jaume Capdevila, Kap). Ha dirigit i col·laborat en diverses exposicions i ha publicat nombrosos articles en diaris (Avui, Suplement d'humor Ahir, El Noticiero Universal, La Hoja del Lunes, 20 minutos...), revistes (L'Avenç, Barrabàs, Barret Picat, Capçalera, El Web Negre, Sàpiens, Tebeosfera digital…) i catàlegs. Ha estat redactor de la Gran enciclopèdia catalana i del museu digital dedicat a l'humor gràfic Humoristan. És membre fundador de la Societat Catalana de Comunicació (IEC) i col·labora en l'emissora municipal Ràdio Silenci de la Garriga, on escriu guions sobre temes esportius que han estat aplegats en el llibre: 50 grans històries curioses i oblidades de l'esport del segle xx.Darrerament tumbé ha col.laborat en la publicació local Quaderns d'Estudis Garriguencs.

## Llibres
- L'Atletisme, Barcelona, Bruguera, 1966.
- El Be negre, (1931-1936), Barcelona, Bruguera, 1967.
- Cu-Cut! (1902-1912), Barcelona, Bruguera, 1967
- En Patufet (1904-1938), Barcelona, Bruguera, 1968.
- Papitu 1908-1937, Barcelona, Bruguera, 1968.
- L'Esquella de la Torratxa (1872-1939), Barcelona, Bruguera, 1970
- XUT! (1922-1936), Barcelona, Bruguera, 1971
- Un Segle d'Humor Català, Barcelona, Bruguera, 1972
- L'humor catalá (3 vols.), Barcelona, Bruguera, 1978.
- El Be Negre i els seus homes. (2 vols.). Barcelona: Edhasa, 1977.
- Història dels diaris en català: 1879/1976. Barcelona, Edhasa, 1978.
- Dels dietaris a l'inici del periodisme, Biblioteca Milà i Fontanals 16 - Publicacions de l'Abadia de Montserrat, 1982
- Kalders i Tísner. Dibuixos de guerra. Barcelona, La Campana, 1991
- L'humor culer. Barcelona, Barcanova, 1998, (amb Cesc) (hi ha edició en castellà)
- Antologia d'En Patufet, Barcelona, Llibres de l'Índex, 2003
- La caricatura política i social a Catalunya,, 1865-2005, Barcelona, Duxelm, 2005.
- Papitu (1908-1937) i les publicacions eroticopsicalíptiques del seu temps, Barcelona, Duxelm, 2008.
- Andreu Dameson, geni de la caricatura. Barcelona, Duxelm, 2011 (amb Kap)
- De Gamper a Cruyff, Barcelona, Duxelm, 2013.
- Shum, el dibuixant anarquista, Barcelona, Diminuta, 2018 (amb J.M.Cadena i J.Capdevila,Kap)
- 50 grans histories curioses i oblidades de l'esport del segle XX. Barcelona, Pagès, 2020

## Exposicions
- Expocultura-Ninotàires d'Ara, Palau de Congressos de Montjuïc, Generalitat de Catalunya, 1982
- Tísner & Kalders, societat en comandita. Col·legi de Periodistes de Catalunya. (amb J.M.Huertas Claveria), novembre 1994
- Història i Humor Gràfic, Campanya "Avui-2000", Palu de la Virreina, amb J.M.Figueras, 2000
- D'En Patufet a Les 3 bessones, Vilabertran (Girona) i Pia Almoina (Barcelona), amb J.M.Cadena i altres, 2004
- De la il·lustració a la sàtira política (Els dibuixants catalans del segle XIX) a la Fundació Maurí (La Garriga) amb Ramon Serra Massana, 2017
- Esplendor truncat (Dibuixants catalans de 1900 a 1939) a la Sala Dameson (La Garriga) amb Ramon Serra Massana, desembre 2017
- Exposició de Dibuixos de Josep M. Serra, a la Fundació Maurí (la Garriga) amb Albert Benzekry Arimon, febrer 2019

## Col·laboracions
- La prensa deportiva humorística, a l'Enciclopedia Mundial del Futbol, (Vol.6) Ed.Océano, Barcelona, 1982,(en castellà) ISBN 84-7505-213-4
- El Bon Jan (Prologuista), Edicions del Cotal, Barcelona, 1979, ISBN 978-847310-022-9
- La prehistòria del periodisme: dels monestirs a les redaccions, Treballs de Comunicació núm. 4, Fundació Dialnet, Societat Catalana de Comunicació, 1993
- Papitu i les revistes psicalíptiques catalanes, article dins el catàleg Psicalíptics, Sabadell, Museu d'Art de Sabadell, 2004, ISBN 84-87221-83-1
- El dibuix a Catalunya, 100 dibuixants que cal conèixer, Barcelona, Pòrtic, 2004, ISBN 84-7306-908-0
- Cu-cut! i la censura, dins el llibre Cu-cut! Sàtira política en temps trasbalsats, (1902-1912), Barcelona, Efadós, 2012, ISBN, 978-84-15232-19-3
- Josep Roca i Roca i L'Esquella, dins el llibre L'Esquella de la Torratxa 1879-1939. 60 anys d'història catalana. Barcelona, Efadós 2013. ISBN 978-84-15232-58-2[3]
- Francesc Pujols més enllà de l'anècdota, dins el llibre Papitu (1908-1937) Sàtira, erotisme i provocació. Efadós, 2014. ISBN 978-84-15232-71-1
- Francesc Pujols en el cinquantenari de la seva mort, Fundació Francesc Pujols, Martorell, 2015, ISBN 978-84-96995-95-6
- Auca de la Garriga - una relectura 70 anys després, Edicions la Garriga Secreta, 2017 (B-8406-2017)
- Yo quiero un TBO (1917-2017) Editorial Diminuta, Barcelona, 2017 (en castellà) ISBN 978-84-946376-3-6
- Baules, Cartes Generacionals, (Carta al Dr.Alsina i Bofill) Editorial MMV, Cornellà de Terri, 2022, ISBN 978-84-09-43056-7
- En Martí de la Garriga pioner del ciclisme català. Quaderns d'Estudis Garriguencs Núm 2. Edicions de la Garriga Secreta.2024 ISBN 978-84-09-62273-3